# سن تمييز
سن التمييز في فقه الشريعة والقانون هو العمر الذي يدرك فيه الولد، من ذكر أو أنثى، ما يصلح له من الأمور فيستغني عنده عن رعاية الوالدين في أداء الأشياء العادية من ملبس ومأكل ومغسل ونحو ذلك. يختلف سن التمييز بحسب الفرد، بيد أن أبا حنيفة يقدره في سبعة أعوام للذكر وتسعة للأنثى.
يقول بعض الفقهاء : التمييز هو القدرة على فهم الخطاب ورد الجواب